# Лутфуллін Ахмат Фаткуллович
Ахмат Фаткуллович Лутфуллін (башк. Әхмәт Фәтҡулла улы Лотфуллин; (4 лютого 1928 , Аскарово, Башкирська АРСР  — 10 лютого 2007 , Уфа )) — башкирський радянський живописець. Народний художник СРСР (1989). Дійсний член Російської академії мистецтв (1997).

## Біографія
Народився 4 лютого 1928 року в селі Аскарово (нині Абзеліловський район, Башкортостан) у родині лісовальщика. У селах Аскарово і Абзаково пройшло його дитинство і юність. Пізніше хлопчиськом він пішки дійшов до Магнітогорська і вступив на навчання до ремісничого училища на токаря.
Після війни Ахмат Лутфуллін навчався в Ленінградському архітектурно-художньому училищі (1945—1948), Уфимському театрально-художньому училищі (1949—1951), Державному художньому інституті Литовської РСР (Вільнюс, 1951—1954). Член Спілки художників з 1960 р. Заслужений художник РРФСР (1978). Заслужений художник Башкирської АРСР (1966). Дійсний член Російської академії мистецтв (1997).
Неодноразово обирався членом правління Башкирської Спілки художників, головою і членом художньої ради при Башкирських майстернях художнього фонду Російської РФСР, членом виставкому зональної виставки «Урал соціалістичний», членом правління Спілки художників РРФСР, був членом ревізійної комісії Спілки художників РРФСР, членом виставкому Спілки художників РРФСР. Ахмат Лутфуллін знайшов свій художній стиль і почерк, створив свою «домінанту» — башкирський неореалізм.
Протягом другої половини XX століття він впливав на розвиток башкирської живопису.
У селі Равіловому Абзеліловського району, в будинку сім'ї Лутфулліних, який художнику подарували земляки, відкрилась Мечеть Ахмата". Луїза Лутфулліна, дружина живописця, розповідала: «останнім часом він хворів, думка була — що ж робити з цим будинком, було вирішено не віддавати і не продавати, а зробити мечеть, в пам'ять про батька, матері і діда». За заповітом самого художника він був похований в селі Абзаково Бєлорєцького району Республіки Башкортостан.

## Творчий доробок
Ахмат Лутфуллин — автор знаменитої картини «Три жінки», намальованої в 1969 р.
Разом з тим він є автором портретів і картин про історію та сучасне життя башкирського народу: «Прощання з Батьківщиною. Салават» (1990), «Свято в аулі. 1930-ті роки» (1969), «Проводи на фронт» (1978), «Прощання» (1970), «Очікування. Рік 1941-й» (1970).
Його основні роботи: «Портрет матері», х. м., 1956. «Автопортрет», х. м., 1957. «Бабай», х. м., 1959. «Портрет диригента Г. Муталова», х. м., 1959. «Мати-героїня Ішмурзина», х. м., 1959. «Мустафа-агай», х. м., 1960. «Мати загиблого героя», х. м. 1960. «Дівчина в чорному», х. м., 1961. «Сім'я», триптих, х. м., 1962. «На сабантуй», х. м., 1963. «Портрет башкирської письменниці Хадії Давлетшіної», х. м., 1963. «Молодий робітник», х. м., 1963. «Портрет колгоспниці», х. м., 1967. «Золота осінь», х. м., 1967. «Портрет башкирської жінки», х. м., 1967. «Три жінки», х. м., 1968—1969. «Очікування. Рік 1941», х. м., 1969—1971. «Свято в аулі», 1930, х. м., 1973—1974. «Колгоспник Раджап», х. м., 1974. «Портрет старої колгоспниці», х. м., 1974. «Біля вікна», х. м., 1974. «Портрет молодої жінки», х. м., 1974. «Портрет лікаря І. X. Хидіятова», х. м., 1974. Серія портретів передовиків колгоспу імені М. І. Калініна Абзеліловського району Башкирської АРСР (12 робіт), х. м., 1974. «Сабантуй», х. м., 1974—1977. «Магинур Хасанова», х. м., 1977. «Колгоспник Хайруллін», х. м., 1977. «Портрет на тлі колгоспного току», х. м., 1977. «Портрет народного поета Башкирської АРСР М. Каріма», х. м., 1978.
Картини художника знаходяться в Державному російському музеї, Художньому музеї імені М. В. Нестерова в Уфі та в приватних колекціях.

## Виставки
Учасник міжнародних (з 1975), всесоюзних, всеросійських і республіканських виставках з 1957 року, зональних — «Урал соціалістичний». Персональні виставки проходили в Москві (1963, 1976), Уфі (1978, 1994).
- Республіканські, Уфа, з 1957 р. на всіх, крім молодіжних 1972 і 1976 рр.
- Зональні виставки «Урал соціалістичний»: Свердловськ, 1964; Перм, 1967; Челябінськ, 1969; Уфа, 1974.
- Декадна виставка творів художників Башкирської АРСР, Москва, Ленінград, 1969.
- Виставка творів художників Башкирської АРСР, присвячена 100-річчю з дня народження В. І. Леніна, Ульяновськ, 1970.
- Декадна виставка робіт художників Башкирської АРСР в Кара-Калпакії, м. Нукус, 1976.
- Виставка творів художників 3-х зон, Москва, 1971.
- Виставка творів художників автономних республік РРФСР, Москва, 1971.
- Всеросійська виставка «Радянська Росія», Москва, з 1957 р. на всіх.
- Всеукраїнська художня виставка, Москва, 1969.
- Виставка «Художники Росії до 30-річчя Перемоги над фашистською Німеччиною», Волгоград, 1975.
- Всеросійська художня виставка «Радянська Росія-5», Москва, 1975.
- Всеросійська художня виставка «Слава праці», Москва, 1976.
- Всеросійська художня виставка, присвячена 60-річчю Великого Жовтня, Москва, 1977.
- Всесоюзна художня виставка, присвячена VII Всесвітнього фестивалю молоді і студентів, Москва, 1957.
- Всесоюзна виставка робіт художників, Москва, 1962.
- Всесоюзна художня виставка «На сторожі миру», Москва, 1975.
- Всесоюзна художня виставка «Ленінським шляхом», присвячена 60-річчю Великого Жовтня, Москва, 1977.
- Виставка робіт трьох художників Башкирської АРСР (А. Ф. Лутфулліна, А. Д. Бурзянцева, Б. Д. Фузеєва), Москва, 1963.
- Персональна виставка робіт, Уфа, 1978.
- Виставка творів художників Башкирської АРСР в НДР, м. Галле, 1975.
- Міжнародна виставка «Радянське мистецтво», Польща, 1963.
- Міжнародна виставка «Радянське мистецтво», МНР, Улан-Батор", 1964.
- Міжнародна виставка «Радянське мистецтво», НДР, Берлін, 1974.
- Персональна виставка робіт, Москва, 1976.
- Міжнародна виставка «Радянське мистецтво», Париж, 1977.
- Міжнародна «Бієнале», ЧССР, Конпоца, 1977.
- Персональна виставка робіт, Уфа, 1978.

## Нагороди
- Почесний диплом Академії мистецтв СРСР (1971).
- Республіканська премія імені Салавата Юлаєва (1982).
- Почесна грамота Верховної Ради і Ради Міністрів РРФСР, 1970 і 1977.
- Диплом Академії мистецтв СРСР, 1971.
- Диплом Ради Міністрів РРФСР за творчі успіхи, 1970.
- Диплом Ради Міністрів РРФСР за творчі успіхи, 1967 і 1977.

## Пам'ять про художника
У 2008 році за рішенням уряду Республіки Башкортостан ім'я Лутфулліна було присвоєно школі села Абзаково.
12 серпня 2011 року відкрилася пам'ятна дошка Лутфулліну в його рідному селі Абзаково.
У 2010 році в Уфі з'явилася вулиця Ахмата Лутфулліна.
В Уфі планується встановлення пам'ятника Лутфулліну.
У будинку, де жив художник до останніх днів (Уфа, вулиця Аксакова) встановлена меморіальна дошка